# Словацька асоціація астрономів
Словацька асоціація астрономів (словац. Slovenský zväz astronómov) — громадська асоціація, яка об'єднує астрономів Словаччини. Центральний орган асоціації, Рада Асоціації, перебуває в Рімавській Соботі. Заснована в 1970 році. До 2013 року називалась Словацька асоціація астрономів-аматорів.
Місія асоціації полягає в тому, щоб знайомити своїх членів та інших громадян з новими науковими знаннями, розвивати їхні технічні навички й цим сприяти підвищенню рівня освіти. Асоціація співпрацює з обсерваторіями Словаччини та зі Словацьким астрономічним товариством.